# Communauté de communes du Boulonnais
Ne pas confondre avec la communauté d'agglomération du Boulonnais, dans le Pas-de-Calais.
La communauté de communes du Boulonnais est une ancienne communauté de communes française de la Haute-Garonne en région Occitanie.

## Historique
Créée le 15 décembre 2009
Le 1er janvier 2017, de la communauté de communes du Boulonnais, fusionne avec la communauté de communes Nébouzan-Rivière-Verdun, la communauté de communes des Portes du Comminges, la communauté de communes du Saint-Gaudinois et la communauté de communes des Terres d'Aurignac pour former la Communauté de communes Cœur et Coteaux du Comminges.

## Communes adhérentes
| Nom                        | Code Insee | Gentilé          | Superficie (km2) | Population (dernière pop. légale) | Densité (hab./km2) |
| -------------------------- | ---------- | ---------------- | ---------------- | --------------------------------- | ------------------ |
| Boulogne-sur-Gesse (siège) | 31080      | Boulonnais       | 24,73            | 1 604 (2014)                      | 65                 |
| Blajan                     | 31070      | Blajanois        | 12,68            | 510 (2014)                        | 40                 |
| Cardeilhac                 | 31108      | Cardeilhacais    | 18,41            | 262 (2014)                        | 14                 |
| Castéra-Vignoles           | 31121      | Castolois        | 4,19             | 65 (2014)                         | 16                 |
| Charlas                    | 31138      | Charlasiens      | 11,32            | 232 (2014)                        | 20                 |
| Ciadoux                    | 31141      | Ciadouzains      | 9,73             | 257 (2014)                        | 26                 |
| Escanecrabe                | 31170      | Escanécrabais    | 16,07            | 229 (2014)                        | 14                 |
| Gensac-de-Boulogne         | 31218      | Gensacais        | 10,96            | 118 (2014)                        | 11                 |
| Larroque                   | 31276      | Roucanels        | 19,83            | 303 (2014)                        | 15                 |
| Lespugue                   | 31295      | Lespuguais       | 4,91             | 79 (2014)                         | 16                 |
| Lunax                      | 31307      | Lunacais         | 5,10             | 66 (2014)                         | 13                 |
| Mondilhan                  | 31350      | Mondilhannais    | 10,02            | 98 (2014)                         | 9,8                |
| Montgaillard-sur-Save      | 31378      | Montgaillardiers | 4,13             | 79 (2014)                         | 19                 |
| Montmaurin                 | 31385      | Montmaurinois    | 8,45             | 211 (2014)                        | 25                 |
| Nénigan                    | 31397      | Néniganais       | 2,38             | 61 (2014)                         | 26                 |
| Nizan-Gesse                | 31398      | Nizanais         | 8,64             | 75 (2014)                         | 8,7                |
| Péguilhan                  | 31412      | Péguilhanais     | 23,58            | 218 (2014)                        | 9,2                |
| Saint-Ferréol-de-Comminges | 31479      | Ferréolois       | 5,88             | 43 (2014)                         | 7,3                |
| Saint-Lary-Boujean         | 31493      | Saint-Laryens    | 8,39             | 135 (2014)                        | 16                 |
| Saint-Loup-en-Comminges    | 31498      | Saint-Loupois    | 4,73             | 33 (2014)                         | 7                  |
| Saint-Pé-Delbosc           | 31510      | Saint-Péans      | 5,51             | 128 (2014)                        | 23                 |
| Saman                      | 31528      | Samanais         | 5,54             | 159 (2014)                        | 29                 |
| Sarrecave                  | 31531      | Sarrecavais      | 2,49             | 75 (2014)                         | 30                 |
| Sarremezan                 | 31532      | Sarremezanais    | 4,25             | 95 (2014)                         | 22                 |

## Démographie
| 1968  | 1975  | 1982  | 1990  | 1999  | 2009  | 2011  | 2012  | 2013  |
| ----- | ----- | ----- | ----- | ----- | ----- | ----- | ----- | ----- |
| 6 294 | 5 672 | 5 381 | 5 080 | 4 690 | 5 174 | 5 170 | 5 159 | 5 130 |

## Liste des Présidents successifs
| Période | Période          | Identité     | Étiquette | Qualité |
| ------- | ---------------- | ------------ | --------- | ------- |
| 2008    | 31 décembre 2016 | Alain Boubée | PS        |         |